# Can Bonet (Montcada i Reixac)
Can Bonet és una antiga torre d'estiueig al nucli de Montcada (Vallès Occidental). Tipus de casa-torre d'estiueig de finals de segle xix. Fou construïda per Josep Domènech i Mansana (1916) per al senyor Carlos Bonet Duran (+1947), fill de Barcelona on va fundar la Casa de Patents i Marques. El seu únic fill, Josep Bonet del Río (1889-1965), fou tinent d'alcalde de Barcelona i alcalde accidental, delegat de cultura i president del Centre Artístic. Després de la Guerra van tornar a la casa com a casa d'estiueig fins que es va vendre. Actualment la volia adquirir la Generalitat de Catalunya. i ha estat catalogada a l'Inventari del Patrimoni Arquitectònic de Catalunya.

## Arquitectura

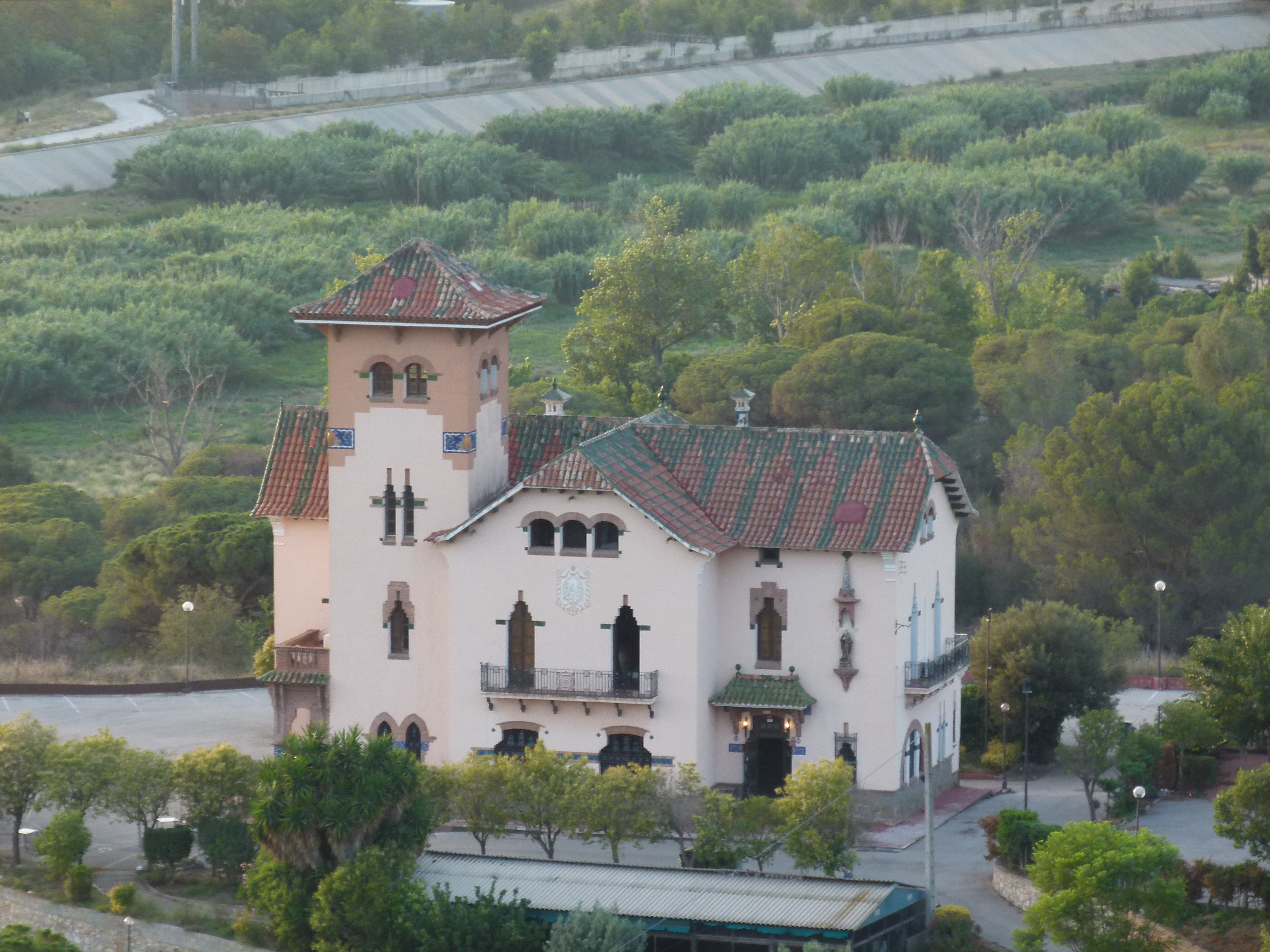
Façana sud

La torre de Can Bonet es troba dins del moviment artístic del Modernisme, reflectit en les seves estructures, obertures i en la decoració. La seva principal línia de ressalt és un edifici construït a partir d'un sòcol carreuat, que en aquest cas és de pedres ben encaixades. A partir d'aquesta obra, que envolta tot el perímetre de la casa, comencen els murs totalment pintats de blanc i on s'han disposat els elements d'obertura i els elements decoratius.
L'estructura de la casa conforma una confluència de cossos sobresortints a partir d'una planta quadrada. Totes les habitacions o sales tenen sortida a l'exterior mitjançant finestres o balcons, cosa que representa un màxim aprofitament de la llum natural (un dels principis i preocupacions de l'època). Aquests cossos presenten, tots ells, planta baixa, pis i golfes.
La tipologia de les obertures, a partir sempre de finestres rectangulars més o menys allargades, és un dels exemples més reeixits de l'edifici, per la forma de la part superior i la utilització del maó vist. A la planta baixa hi ha la conjuminació d'arcs rodons i de variants trilobades i apuntades, amb l'emmarcament superior de maó en alguns dels casos simulant l'arc típic de descàrrega. Hi ha dues entrades, una és l'entrada principal de la casa i l'altra és una sortida al jardí.
L'entrada principal, que abans era l'entrada a la capella, té porta rectangular amb tractament superior de la disposició dels maons deprimint l'obertura per acabar en una mena d'arc de descàrrega i a nivell del que seria la línia d'imposta, hi ha decoració esgrafiada. A la part superior, la porta presenta una teuladeta de protecció (porxada) de teules vidriades, sostinguda per permòdols de fàbrica de maó i recolzada a la paret. Per sota i entre els permòdols hi ha un fris esgrafiat amb la llegenda "Ave Maria". El teuladet té coronament decoratiu de dues boles.
La segona porta, considerada de sortida al jardí, és de característiques similars. Té la porxada de fàbrica de maó sostinguda per columnes i a la part adossada al mur. Per sobre s'origina i descansa una balconada de sortida al pis.
Al llarg del pis, s'observen les alternances de finestres i balcons amb les tipologies ja descrites, solament afegint-hi el treball de forja quan es tracta dels balcons. Els balcons són en volada, les llosanes es troben sobre el sosteniment de modillons de ferro forjat i la barana de barres verticals amb elements decoratius circulars en voluta. La part superior continua el tractament de la disposició del maó dins de les variants trilobades. Hi ha elements de ceràmica a la línia d'imposta. En el nivell de les golfes, les obertures s'alternen de dues a tres i unes obertures amb diferents tipologies d'arcs, rodons i apuntats.
Adossada entre els cossos del sud-est s'aixeca una torre mirador de planta quadrada i dividida en planta baixa i tres pisos, comptant amb la galeria que hi ha sota la teulada. Al llarg dels seus murs hi ha les obertures de finestres corresponents a les tipologies ja descrites, així com dins de l'últim registre, hi ha elements cantoners esgrafiats i pintura de diferent color emmarcant la zona de galeria oberta sota teulada. La coberta de la torre és de teules vidriades conjuminant el vermell i el verd. Pel que fa a les cobertes dels altres cossos cal esmentar que són a dos vessants de teules amb la mateixa conjuminació d'abans i carener perpendicular a la façana. L'acabament és en voladís recte trencant el ritme d'inclinació amb el sosteniment a cada extrem mitjançant permòdols.
A la part posterior de la casa, destaca un cos circular sobresortit (com un absis), destinat a la saleta-fumador (espai omnipresent en la distribució d'habitacions de la casa i sobretot la casa-torre). És de forma circular, tal com ho demostra la seva projecció a l'exterior, i d'estructura semblant a les glorietes de jardí com a element aïllat de la casa. La base és del mateix tipus que el sòcol que envolta la casa, a partir d'aquí s'aixequen les columnes de sosteniment rodones i llises on a la seva part superior es troben decorades amb trencadís ceràmic blanc, blau i groc formant un dibuix ondulant. L'entaulament és tot seguit sense motllures de cap mena i a partir de la línia de permòdols es forma una decoració, primer d'ondulacions i espirals, i després un de més prim (efecte naturalista que potser representa l'aigua). Els permòdols de sosteniment es corresponen a cadascuna de les columnes en número i ubicació, és de suposar que l'efecte és més aviat decoratiu que no pas de sosteniment. Les teules estan conjuminades en vermell i verd.
A la façana principal, al nivell del primer pis i sobre la porta d'entrada, a mà dreta, es troba adossada al mur una estàtua sobre basament, i sota dosseret, de maó i coronació cònica amb revestiment de trencadís ceràmic.
Tot el conjunt és una obra força reeixida de l'arquitecte modernista a la que s'ha d'afegir, a títol informatiu, tot un annex de jocs d'aigua que recorrien el camí des de dalt fins a l'entrada de la finca, la qual cosa acabava de donar aquell esperit naturalista, de moviment i dinamisme que caracteritzava a to el fenomen del Modernisme.